# Léo et Popi
Léo et Popi è un'opera per bambini scritta dall'autrice inglese Helen Oxenbury.
Da questa opera è stato tratto anche una mini-serie di puntate animate, trasmesse in Italia tra il 2000 e il 2001 da Rai 3 il pomeriggio, nell'arco di tempo fra Zona Franka (programma per ragazzi) e la Melevisione.

## Trama
Léo è un bimbo di 2 anni. Il suo inseparabile peluche è una scimmia denominata Popi.
Insieme, scoprono la vita attraverso storielle riportate nei libri, in disegni o nelle riviste di Popi.